# Monterado
Monterado (Mònt'rad in dialetto gallo-piceno) è un municipio di 2 128 abitanti del comune di Trecastelli nella provincia di Ancona nelle Marche. 
Comune autonomo fino al 31 dicembre 2013, il 1º gennaio 2014, a seguito di un referendum indetto il 19 e 20 maggio 2013 e la successiva approvazione del consiglio della regione Marche del 17 luglio 2013, il comune di Monterado è confluito, insieme agli ex comuni di Castel Colonna e Ripe, nel nuovo comune di Trecastelli.

Territorio dell'ex comune di Monterado nella provincia di Ancona

## Geografia fisica
La località sorge sulle colline dell'immediato entroterra della cittadina di Senigallia.
Il suo territorio circonda due enclave del comune di Monte Porzio (PU).

## Storia
Il 13 luglio 1267 nasce il paese di Monterado; il priore di Fonte Avellana, San Albertino degli Ubaldini, dà la possibilità agli abitanti di Fractula (Francavilla di Castel Colonna) di insidiare la collina di Monterado con la costruzione di un castello.
Nel 1285 i Malatesta iniziano a governare, e la loro giurisdizione durerà fino al 1462, quando succederanno i Della Rovere con il Commissariato Ducale di Tomba e poi nel Ducato di Urbino fino al 1631, per passare sotto la legazione pontificia di Urbino ed ancora sotto quella di Pesaro.
I gesuiti del Collegio Germanico di Roma nel 1742 costruiscono il "Palazzo di Monterado", e per attuare questo sono costretti a demolire tutte le case dell'antico borgo; si salveranno solamente le mura malatestiane, ancora visibili.
Nel 1810 il palazzo e tutti i 54 poderi di proprietà del Collegio passano in proprietà - come "Appannaggio" - ad Eugenio Beauharnais, Viceré d'Italia e figliastro di Napoleone Bonaparte. Dopo il 1814 rimarranno in proprietà allo stesso Eugenio ed ai suoi eredi e, fino al 1844, faranno parte dell'"Appannaggio Leuchtemberg".
All'Unità d'Italia e nel 1860 Monterado entra a far parte della provincia di Ancona.

Nell'anno 1870 il conte Cerasi crea nel fianco della collina un bosco di querce e pini, sette ettari di esempio di macchia mediterranea.

### Simboli
Il gonfalone del comune di Monterado era un drappo partito di rosso e di giallo.

## Monumenti e luoghi d'interesse

### Il castello
L'Eremo di Santa Croce di Fonte Avellana un tempo controllava il borgo ed amministrava terre, contadini, braccianti agricoli ed artigiani; nel 1500 tutti i beni passarono ai gesuiti che con l'enorme ricchezza cominciarono a costruire il castello senza risparmiare nulla, facendolo progettare da Luigi Vanvitelli attorno alla metà del Settecento.
Il viceré d'Italia Eugenio di Beauharnais nel 1810 ne ricevette l'appannaggio e suo figlio Massimiliano nel 1824 lo trasformò in una residenza principesca.
Fu riscattato successivamente dal papato aiutato soprattutto dai nobili romani, e dopo alternanti vicissitudini fu acquistato dal conte Cerasi e quindi dopo averne preso in affitto i poderi Alessandro Cinciari riuscì a diventarne proprietario comperandolo dalla baronessa Antonelli Incalzi (consorte Lardinelli Becci).

## Sport
La squadra di calcio locale è il Ponterio che disputa la Seconda Categoria marchigiana.

## Economia
È di tradizione prevalentemente agricola. Negli ultimi periodi la zona si è arricchita di molte piccole industrie di artigianato, specialmente per accessori e vera e propria costruzione di imbarcazioni e natanti.

## Società

### Evoluzione demografica
Abitanti censiti

## Amministrazione
| Periodo        | Periodo          | Primo cittadino    | Partito                            | Carica  | Note  |
| -------------- | ---------------- | ------------------ | ---------------------------------- | ------- | ----- |
| 4 giugno 1985  | 1º giugno 1990   | Enzo Angeloni      | Partito Comunista Italiano         | Sindaco | [ 6 ] |
| 1º giugno 1990 | 25 maggio 1992   | Enzo Angeloni      | Partito Comunista Italiano         | Sindaco | [ 6 ] |
| 25 maggio 1992 | 24 aprile 1995   | Loris Polverari    | Partito Democratico della Sinistra | Sindaco | [ 6 ] |
| 24 aprile 1995 | 14 giugno 1999   | Gigliola Cattalani | Sinistra                           | Sindaco | [ 6 ] |
| 14 giugno 1999 | 14 giugno 2004   | Andrea Rodano      | L'Ulivo                            | Sindaco | [ 6 ] |
| 14 giugno 2004 | 8 giugno 2009    | Andrea Rodano      | Centro-sinistra                    | Sindaco | [ 6 ] |
| 8 giugno 2009  | 31 dicembre 2013 | Gianni Diamantini  | Centro-sinistra                    | Sindaco | [ 6 ] |